# Lew Landers
Lew Landers (New York, 2 gennaio 1901 – Palm Desert, 16 dicembre 1962) è stato un regista e attore statunitense.
È stato accreditato anche con i nomi Louis Friedlander e Louis Friendlander.

## Carriera
Originario di New York, iniziò la carriera cinematografica come attore. Nel 1914 interpretò infatti ruoli minori in tre cortometraggi muti dal 1913 al 1914 con il suo nome di nascita, Louis Friedlander. Iniziò a dirigere film nel 1930. Dopo alcuni lungometraggi, cambiò il suo nome in Lew Landers e proseguì la sua carriera da regista dirigendo più di 100 film di una varietà di generi, dal western alla commedia e all'horror. Nel 1950 iniziò ad alternare il suo lavoro cinematografico con la regia di episodi di serie televisive. Il 16 dicembre 1962, morì per un attacco di cuore. La sua tomba si trova nel Chapel of the Pines Crematory a Los Angeles.

## Filmografia

### Regista

#### Cinema
- The Vanishing Shadow (1934)
- The Red Rider (1934)
- Tailspin Tommy (1934)
- Rustlers of Red Dog (1935)
- The Call of the Savage (1935)
- The Raven (1935)
- Stormy (1935)
- The Adventures of Frank Merriwell (1936)
- Parole! (1936)
- Without Orders (1936)
- Night Waitress (1936)
- They Wanted to Marry (1937)
- The Man Who Found Himself (1937)
- You Can't Buy Luck (1937)
- Border Cafe (1937)
- L'ultimo volo (Flight from Glory) (1937)
- Living on Love (1937)
- Danger Patrol (1937)
- Crashing Hollywood (1938)
- Double Danger (1938)
- Condannate (Condemned Women) (1938)
- Law of the Underworld (1938)
- Blind Alibi (1938)
- Sky Giant (1938)
- Smashing the Rackets (1938)
- The Affairs of Annabel (1938)
- Annabel Takes a Tour (1938)
- Tragedia sul Pacifico (Pacific Liner) (1939)
- Twelve Crowded Hours (1939)
- Fixer Dugan (1939)
- The Girl and the Gambler (1939)
- Conspiracy (1939)
- Bad Lands (1939)
- Honeymoon Deferred (1940)
- Enemy Agent (1940)
- Ski Patrol (1940)
- La Conga Nights (1940)
- Wagons Westward (1940)
- Sing, Dance, Plenty Hot (1940)
- Girl from Havana (1940)
- Slightly Tempted (1940)
- Lucky Devils (1941)
- Ridin' on a Rainbow (1941)
- Back in the Saddle (1941)
- The Singing Hill (1941)
- I Was a Prisoner on Devil's Island (1941)
- Mystery Ship (1941)
- The Stork Pays Off (1941)
- Harvard, Here I Come! (1941)
- Cadets on Parade (1942)
- The Man Who Returned to Life (1942)
- Canal Zone (1942)
- Alias Boston Blackie (1942)
- Not a Ladies' Man (1942)
- Submarine Raider (1942)
- Atlantic Convoy (1942)
- Sabotage Squad (1942)
- Smith of Minnesota (1942)
- The Boogie Man Will Get You (1942)
- Stand By All Networks (1942)
- Junior Army (1942)
- Power of the Press (1943)
- After Midnight with Boston Blackie (1943)
- Murder in Times Square (1943)
- Rita la rossa (Redhead from Manhattan) (1943)
- Doughboys in Ireland (1943)
- The Deerslayer (1943)
- Il ritorno del vampiro (The Return of the Vampire) (1944)
- Cowboy Canteen (1944)
- The Ghost That Walks Alone (1944)
- Two-Man Submarine (1944)
- The Black Parachute (1944)
- Stars on Parade (1944)
- U-Boat Prisoner (1944)
- Swing in the Saddle (1944)
- Black Arrow (1944)
- I'm from Arkansas (1944)
- Crime, Inc. (1945)
- L'asso di picche (The Power of the Whistler) (1945)
- Trouble Chasers (1945)
- Secrets of a Sorority Girl (1945)
- La brigata del fuoco (Arson Squad) (1945)
- Shadow of Terror (1945)
- The Windjammer (1945)
- La foresta incantata (The Enchanted Forest) (1945)
- Follow That Woman (1945)
- A Close Call for Boston Blackie (1946)
- Tokyo Rose (1946)
- Lo sguardo che uccide (The Mask of Diijon) (1946)
- The Truth About Murder (1946)
- Hot Cargo (1946)
- La valle della morte (Death Valley) (1946)
- Doctor Jim (1947)
- Il mistero delle sette chiavi (Seven Keys to Baldpate) (1947)
- Danger Street (1947)
- Fiamme sulla Sierra (Thunder Mountain) (1947)
- Under the Tonto Rim (1947)
- The Son of Rusty (1947)
- My Pal (1947)
- Devil Ship (1947)
- My Dog Rusty (1948)
- Inner Sanctum (1948)
- Law of the Barbary Coast (1949)
- I Found a Dog (1949)
- Stagecoach Kid (1949)
- Air Hostess (1949)
- Barbary Pirate (1949)
- Rocce rosse (Davy Crockett, Indian Scout) (1950)
- Girls' School (1950)
- Tyrant of the Sea (1950)
- Dynamite Pass (1950)
- Beauty on Parade (1950)
- State Penitentiary (1950)
- Chain Gang (1950)
- L'ultimo dei bucanieri (Last of the Buccaneers) (1950)
- Revenue Agent (1950)
- Blue Blood (1951)
- Appuntamento al 38 parallelo (A Yank in Korea) (1951)
- Il villaggio dell'uomo bianco (When the Redskins Rode) (1951)
- The Big Gusher (1951)
- L'isola dell'uragano (Hurricane Island) (1951)
- Caccia all'uomo nella jungla (Jungle Manhunt) (1951)
- Il falco di Bagdad (The Magic Carpet) (1951)
- Adventures of Gallant Bess (1952)
- La lampada di Aladino (Aladdin and His Lamp) (1952)
- Jim della giungla e gli uomini scimmia (Jungle Jim in the Forbidden Land) (1952)
- La conquista della California (California Conquest) (1952)
- Arctic Flight (1952)
- Immersione rapida (Torpedo Alley) (1952)
- Tangier Incident (1953)
- L'uomo nell'ombra (Man in the Dark) (1953)
- Run for the Hills (1953)
- I conquistatori della Virginia (Captain John Smith and Pocahontas) (1953)
- Il tesoro di Capitan Kidd (Captain Kidd and the Slave Girl) (1954)
- La torre crudele (The Cruel Tower) (1956)
- Hot Rod Gang (1958)
- Terrified (1963)

#### Televisione
- Public Prosecutor – serie TV, 6 episodi (1948)
- The Bogus Green – film TV (1951)
- The Files of Jeffrey Jones – serie TV, 9 episodi (1952)
- Schlitz Playhouse of Stars – serie TV, un episodio (1952)
- Terry and the Pirates – serie TV, 12 episodi (1953)
- The Adventures of Kit Carson – serie TV, 21 episodi (1951-1953)

- Your Jeweler's Showcase – serie TV, un episodio (1953)

- The Ford Television Theatre – serie TV, un episodio (1953)

- Meet Corliss Archer – serie TV, un episodio (1954)
- Your Favorite Story – serie TV, 3 episodi (1953-1954)
- Cisco Kid – serie TV, 6 episodi (1953-1954)

- Mr. & Mrs. North – serie TV, 10 episodi (1952-1954)
- Topper – serie TV, 11 episodi (1954-1955)
- Scienza e fantasia (Science Fiction Theatre) – serie TV, un episodio (1955)
- I Led 3 Lives – serie TV, 7 episodi (1953-1956)
- Tales of the 77th Bengal Lancers – serie TV (1956)
- The Adventures of Rin Tin Tin – serie TV, 2 episodi (1956)

- Dr. Christian – serie TV, 2 episodi (1957)
- Whirlybirds – serie TV, un episodio (1957)
- Circus Boy – serie TV, 4 episodi (1957)
- Tales of the Texas Rangers – serie TV, 18 episodi (1955-1957)
- Adventures of Superman – serie TV, 2 episodi (1957-1958)
- Casey Jones – serie TV, 4 episodi (1957-1958)
- Harbor Command – serie TV, 14 episodi (1957-1958)

- Mackenzie's Raiders – serie TV, 9 episodi (1958-1959)
- Rescue 8 – serie TV, un episodio (1959)
- La pattuglia della strada (Highway Patrol) – serie TV, 10 episodi (1955-1959)
- Tombstone Territory – serie TV, 2 episodi (1959-1960)
- Cheyenne – serie TV, un episodio (1960)
- Colt .45 – serie TV, 3 episodi (1960)
- The Alaskans – serie TV, un episodio (1960)
- Maverick – serie TV, 2 episodi (1959-1960)
- The Case of the Dangerous Robin – serie TV, un episodio (1961)
- Sugarfoot – serie TV, 3 episodi (1960-1961)
- Bat Masterson – serie TV, 4 episodi (1959-1961)

### Attore
- The Escape (1913)
- Admission -- Two Pins (1914)
- The Escape (1914)